# Somogyi Károly Városi és Megyei Könyvtár
A Somogyi Károly Városi és Megyei Könyvtár Szeged városának könyvtára. Nevét Somogyi Károly esztergomi kanonokról kapta.

## Története
Az 1879-es szegedi nagy árvíz során Szeged városának nagy része elpusztult. Somogyi Károly (1811-1888) esztergomi kanonok 1880. április 26-án felajánlotta könyvtárát Szeged városának. Előrelátóan arra is gondolt, hogy Szegeden hamarosan tudományegyetem létesül, s az ő rendszerezett, 43 701 kötetes gyűjteménye alapját képezheti majd az egyetem működésének. Felajánlásában leszögezte, hogy a könyvtár Szeged város örök és elidegeníthetetlen tulajdonát képezi, feladata a nemzeties irányú közművelődést és tudományosságot az ország nagy terjedelmű déli vidékén terjeszteni. A közművelődés és a tudományosság együttes szolgálatát fogalmazta meg az 1881. február 15-én kelt Alapítványi oklevélben is. 1883. október 16-án Ferenc József császár nyitotta meg és adta át a Somogyi-könyvtárat, amely azóta is folyamatosan szolgálja Szeged olvasóközönségét.
A könyvtár – anyagi lehetőségei függvényében – következetesen fejlesztette tovább az alapítványi gyűjteményt. Emellett, Somogyi példáját követve, jelentős ajándékokkal, hagyatékokkal is gazdagodott. A könyvtárban a könyveket eleinte csak helyben lehetett olvasni; a II. világháború után indult meg a kölcsönzés.

## A könyvtár épülete
Ideiglenes elhelyezések után kétszer is épült új otthon a könyvtár számára. 1897-ben a millennium tiszteletére készült el a Közművelődési Palota, amelyben 1984-ig működött (egy ideig a múzeummal megosztva) a Somogyi-könyvtár.

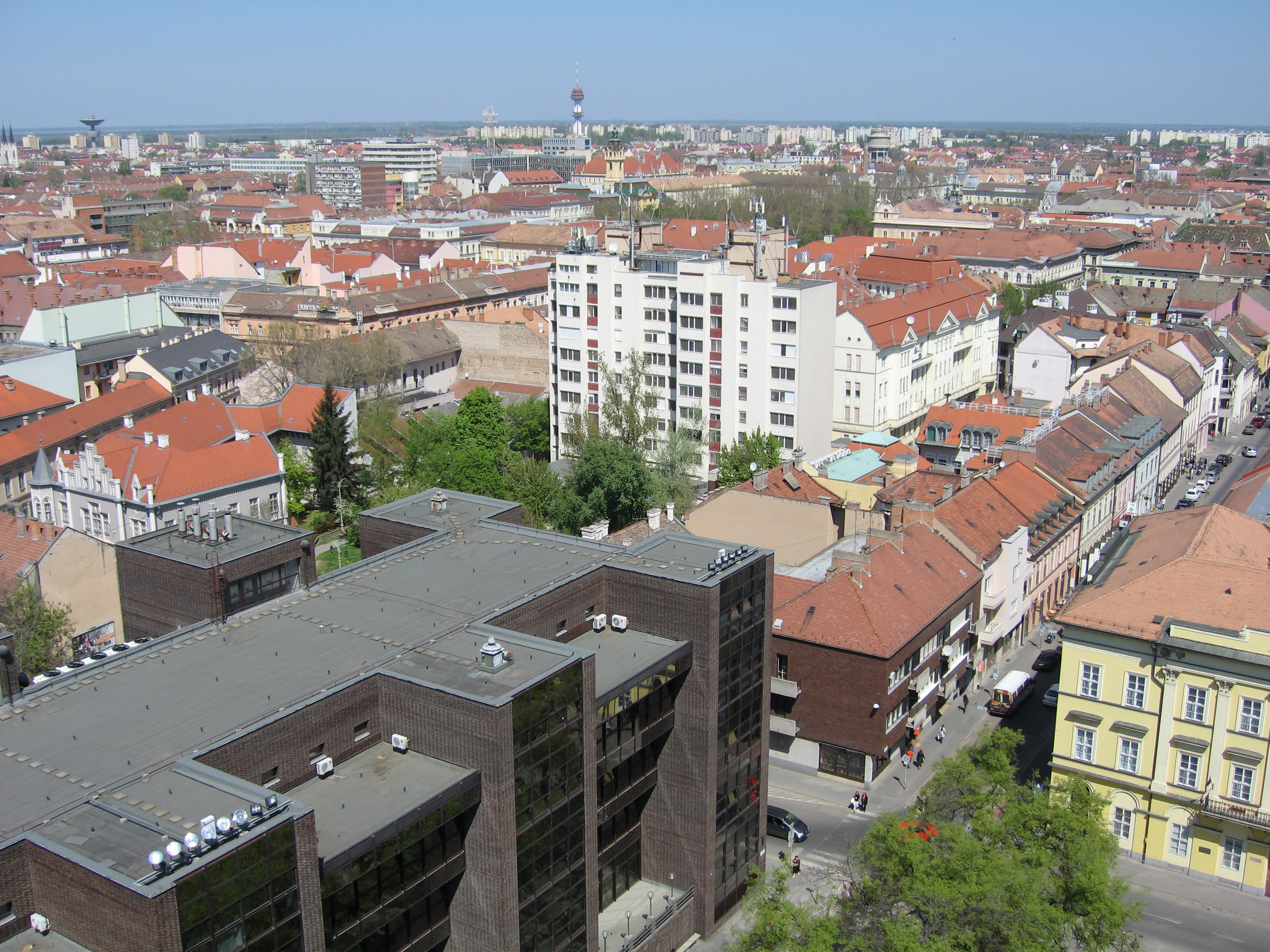
Szeged Panoráma kép előtérben a Somogyi-könyvtár 1984-ben emelt épületével

Nagy változást jelentett a könyvtár életében az 1984. június 6-án átadott Dóm téri, új könyvtárépület. A könyvtár épület-szintenként más-más, elkülönült funkciójú szolgáltatásokkal várja az olvasókat.
Az alagsorban található a ruhatár, a földszinten van az adminisztráció (regisztráció, kölcsönzés, visszavétel, hosszabbítás) a  gyermekkönyvtár és az internet-tér.
Az első emeleten van a művészeti könyvtár és a folyóiratolvasó.
A második emeleten van az általános könyvtár.
A harmadik emeleten van zárt raktári kézikönyvtári állomány.

## Szolgáltatások
- kölcsönzés
- helybenhasználat
- fénymásolás, nyomtatás
- Születésnapi újság
- "Házhoz megy a könyv"

## Fiókkönyvtárak
A könyvtár 13 fiókkönyvtárral rendelkezik jelenleg a város különböző pontjain:
- Agóra Gyermekkuckó – Kálvária sgt. 23.
- Csillag téri Fiókkönyvtár – Kereszttöltés u. 29.
- Dorozsmai Fiókkönyvtár – Negyvennyolcas u. 12.
- Északvárosi Fiókkönyvtár – Gáspár Zoltán u. 6.
- Francia utcai Fiókkönyvtár – Kossuth Lajos sgt. 69-71.
- Klebelsberg-telepi Fiókkönyvtár – Zentai u. 31.
- Móra utcai Fiókkönyvtár – Móra u. 21.
- Odesszai Fiókkönyvtár – Székely sor 11.
- Petőfi-telepi Fiókkönyvtár – Szántó Kovács János u. 28.
- Rókusi Fiókkönyvtár – Vértói út 5.
- Stefánia Fiókkönyvtár-klub – Stefánia 2.
- Szőregi Fiókkönyvtár – Magyar u. 14.
- Tápéi Fiókkönyvtár – Budai Nagy Antal u. 20-22.

## A megyei könyvtári életben és szakmai képzésben
A Somogyi-könyvtár 1973 óta megyei könyvtári funkciót is ellát és fontos szerepet vállal a könyvtárosképzésben.

## Híres igazgatói
- Reizner János
- Tömörkény István
- Móra Ferenc
- Tóth Béla